# 在バングラデシュ外国公館の一覧

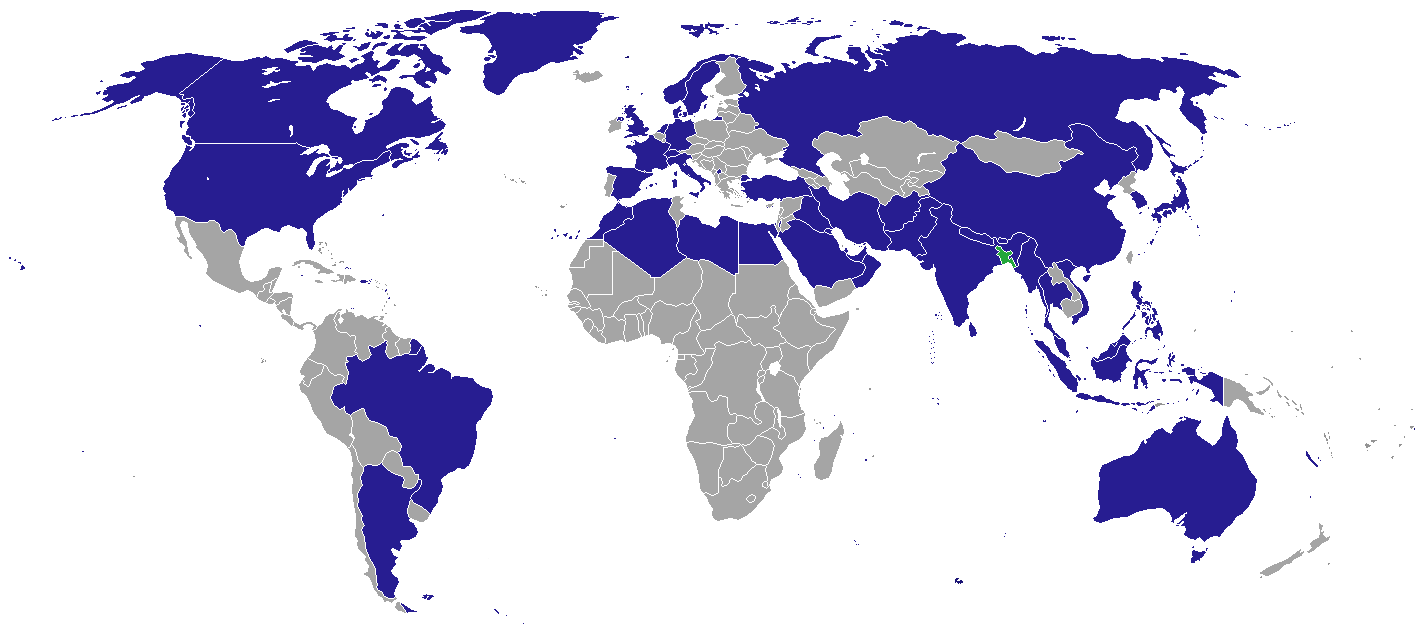
在バングラデシュ大使館のある国

下記は、在バングラデシュ人民共和国外国公館の一覧である。ダッカには現在50の大使館・高等弁務官事務所がある。バングラデシュと外交関係があるが大使館のない国は、ニューデリー、イスラマバード、北京など他国の大使館が代わりを担っている。

## 大使館・高等弁務官事務所

### ダッカ
- アフガニスタン
- アルジェリア[1]
- アルゼンチン[2]
- オーストラリア
- ブータン
- ブラジル
- ブルネイ
- カナダ
- 中華人民共和国
- デンマーク
- エジプト
- フランス
- ドイツ
- バチカン
- インド
- インドネシア
- イラン
- イラク
- イタリア
- 日本（大使館）
- コソボ
- クウェート
- リビア
- マレーシア
- モルディブ（高等弁務官事務所）
- モロッコ
- ミャンマー
- ネパール
- オランダ
- ノルウェー
- オマーン
- パキスタン
- パレスチナ（大使館）
- フィリピン
- カタール
- ロシア
- サウジアラビア
- 大韓民国
- ソマリア
- スペイン
- スリランカ
- スウェーデン
- スイス
- タイ
- トルコ
- アラブ首長国連邦
- イギリス
- アメリカ合衆国
- ベトナム

## 駐バングラデシュ大使館・高等弁務官事務所がない国

### 在インド大使館・高等弁務官事務所が管轄
- アゼルバイジャン
- オーストリア
- ベルギー
- ボスニア・ヘルツェゴビナ
- カンボジア
- チリ
- コスタリカ
- コロンビア
- キューバ
- キプロス
- チェコ
- エストニア
- フィンランド
- ギニア
- ジョージア
- ギリシャ
- グアテマラ
- ハンガリー
- アイスランド
- アイルランド
- ラオス
- ラトビア
- レソト
- リトアニア
- マリ
- マルタ
- モーリシャス
- メキシコ
- ニカラグア
- ニュージーランド
- 北朝鮮[3]
- ポルトガル
- ペルー
- パラグアイ
- ポーランド
- パナマ
- ルーマニア
- 西サハラ
- セルビア
- スロバキア
- スロベニア
- 南アフリカ共和国
- シリア
- 台湾
- トルクメニスタン
- トーゴ
- タンザニア
- ウクライナ
- ウガンダ
- イエメン
- ジンバブエ
- ザンビア

### 在中華人民共和国大使館が管轄
- アルバニア
- カーボベルデ
- ドミニカ国
- エルサルバドル
- ミクロネシア連邦
- キリバス
- サントメ・プリンシペ

### 在パキスタン大使館・高等弁務官事務所が管轄
- バーレーン
- ヨルダン
- カザフスタン
- レバノン
- スーダン
- チュニジア

### その他の国にある大使館・高等弁務官事務所が管轄
- バーレーン（タイ[4]）
- 中央アフリカ（カタール）
- エスワティニ（アラブ首長国連邦）
- ギニアビサウ（イラン）
- ハイチ（台湾）
- ホンジュラス（台湾）
- リベリア（アラブ首長国連邦）
- モーリタニア（オマーン）
- セントクリストファー・ネイビス（台湾）
- シエラレオネ（アラブ首長国連邦）
- セントルシア（台湾）
- 東ティモール（インドネシア）
- トンガ（オーストラリア）
- バヌアツ（オーストラリア）

## 代表部
- 欧州連合（代表部）

## 総領事館・領事館

### ダッカ
- シンガポール（領事館）[5]

### チッタゴン
- インド（高等弁務官補佐事務所）[6]
- ロシア（総領事館）

### シレット
- インド（高等弁務官補佐事務所）[7]
- イギリス（領事事務所）[8]

### クルナ
- インド（高等弁務官補佐事務所）[9]

### ラジシャヒ
- インド（高等弁務官補佐事務所）[10]